# ボートン＝オン＝ザ＝ヒル
ボートン＝オン＝ザ＝ヒル(Bourton-on-the-Hill) は、イングランドコッツウォルズ地方のグロスターシャーにある村 (ヴィレッジ) で行政教区。行政的にはコッツウォルドに属している。村はとても美しく、コッツウォルズのゆるやかな丘の眺めが印象的。村の唯一のパブ「Horse and Groom」が全国のパブで賞を取った。2001年の国勢調査での人口は、309人であった。